# Alliance Air (Індія)
Alliance Air — індійська авіакомпанія зі штаб-квартирою в місті Делі, що працює в сфері комерційних авіаперевезень по регіональним напрямкам. Заснована в 1996 році як бюджетна авіакомпанія Alliance Air, потім була викуплена флагманським авіаперевізником країни Air India і змінила свою офіційну назву на чинне в сучасному періоді.
Компанія виконує близько 357 регулярних рейсів в тиждень по 25 аеропортів всередині країни.

## Історія
Авіакомпанія Alliance Air була створена 1 квітня 1996 року і початку операційну діяльність 21 червня того ж року. З моменту створення компанія була дочірнім підприємством іншого індійського авіаперевізника Indian Airlines.
Після об'єднання авіакомпаній Air India і India Airlines компанія змінила офіційну назву на Air India Regional.

## Флот

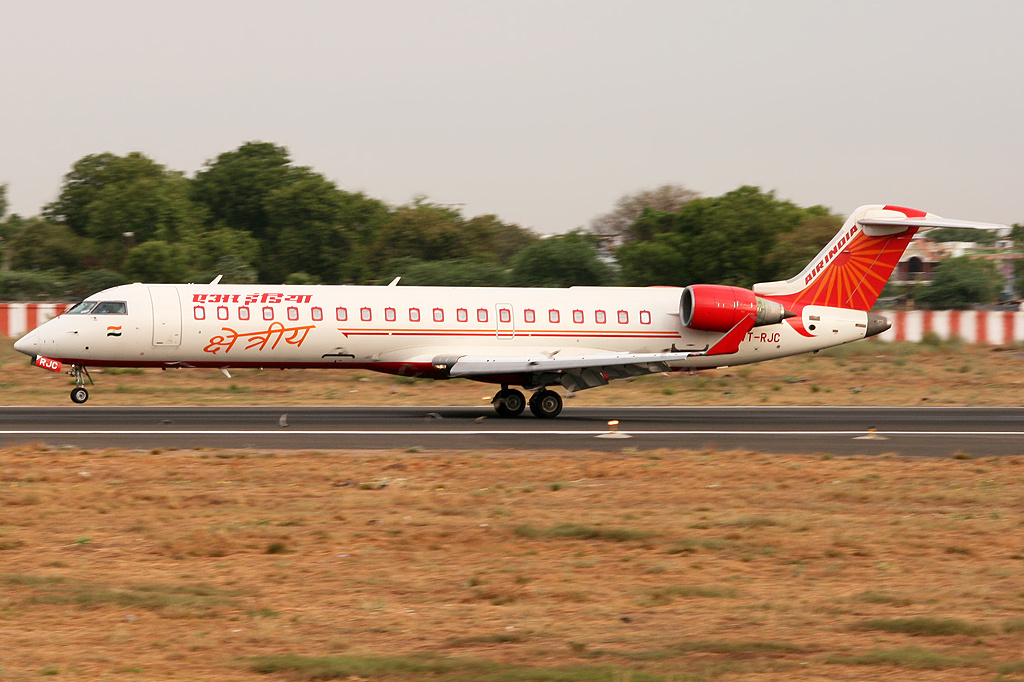
CRJ-700 авіакомпанії Air India Regional

В червні 2013 року повітряний флот авіакомпанії Air India Regional складали наступні літаки (всі судна перебували в мокрому лізингу):
У лютому 2013 року середній вік повітряних суден авіакомпанії становив 14,2 року.

## Авіаподії
- 17 липня 2000 року. Літак Boeing 737-2A8/Adv (реєстраційний VT-EGD) авіакомпанії Alliance Air, що виконував регулярний рейс 7412 за маршрутом Калькутта-Патна-Лакхнау-Нью-Делі, при повторному заході на посадку в аеропорту імені Наяка Джаяпракаша (Патна, Біхар) втратив управління і врізався в адміністративну будівлю. На борту перебувало 58 осіб. Загинуло 60 осіб, у тому числі п'ятеро на землі[2].